# Khamzat Chimaev
Khamzat "Borz" Chimaev (ryska: Хамзат Чимаев, svensk transkribering: Chamzat Tjimajev), född Khamzat Girikanov (vilket även var namnet han tävlade under fram till sin professionella MMA-debut), född 1 maj 1994 i Benoj-Jurt i Tjetjenien i Ryssland, är en rysk brottare och MMA-utövare. Han har varit svensk mästare i fristilsbrottning och tävlar sedan 2020 i MMA-organisationen UFC. Mellan 2011 och 2023 bodde Chimaev i Sverige och representerade Sverige som idrottare men hade emellertid aldrig svenskt medborgarskap. Sedan 2023 representerar han Förenade Arabemiraten och söker medborgarskap.

## Bakgrund
Chimaev kom till Sverige 2011 som asylsökande. Bortsett från fadern, som fortfarande 2019 bor kvar i Tjetjenien, var det hela familjen som kom till Sverige. Efter att ha bott i Malmö  kom Chimaev till  Lidköping och brottades för klubben Lidköpings AS där han tog SM-Guld 2015 under namnet Khamzat Girikhanov. Familjen flyttade sedan till Kalmar.

### Sport
Innan han kom till Sverige brottades han på hög nivå i Tjetjenien och representerade landet i deras landslag. Han bodde rakt över gatan från sin brottningsklubb och första gången han låg på en brottningsmatta var han ett år gammal. Från fem års ålder började han tävla själv. Han tävlade då i 18-kilosklassen och mötte andra pojkar i 23-kilosklassen.
Chimaev har trots att han aldrig tränat det har han tävlat i både judo och sambo. I combatsambo har han gått fyra tävlingsmatcher.

## Karriär
Chimaev representeras av managern Majdi Shammas.

### Brottning
I Sverige brottades Chimaev för BK Athén. Han tog SM-guld i fristil 2018 med övertygande 10-0, 10-0, 10-0 genom turneringen och 7-0 i finalen. Han har därmed vunnit SM i både weltervikt och mellanvikt.

### MMA

#### Tidig karriär
Den professionella debuten gjorde Chimaev vid IRFA 14 den 26 maj 2018 då han mötte norrmannen Gard Olve Sagen (1-2). Chimaev vann via TKO i andra ronden.
Andra matchen gick vid Fight Club Rush 3 mot norrmannen Ole Magnor (2-3) 18 augusti 2018 vid Fight Club Rush 3. Chimaev vann via d'arce i första ronden.

#### Brave CF

##### 2018
Obesegrad och med båda sina segrar via avslut går Chimaevs nästa match mot österrikaren Marko Kisič vid Brave CF 18. I hörnan hade Chimaev med sig Reza "Mad Dog" Madadi. Chimaev avslutade sin motståndare efter dryga tre minuter i första ronden.
Brave CF 20:s huvudmatch var tänkt att stå mellan amerikanen Sidney Wheeler och italienaren Leon Aliu, men Aliu tvingades lämna återbud på grund av skada. På bara nio dagars varsel tackade Chimaev ja till matchen som dessutom gick en viktklass över hans vanliga weltervikt. Den här matchen gick vid mellanvikt. Chimaev är känd som en som går på avslut direkt, en fast starter, och den här matchen var inget undantag. Han avslutade amerikanen via TKO efter bara 35 sekunder i den första ronden.

##### 2019
Fortfarande obesegrad med ett facit om 5-0 skrev Chimaev på ett exklusivt 3-matchers kontrakt med Brave CF. Enligt träningspartnern The Mauler går Chimaev en lysande framtid till mötes: 
| ”                                                          | Jag har aldrig tränat med en så bra kille tidigare, så [jag har] stora förhoppningar där. | „ |
| – Alexander Gustafsson, presskonferens efter UFC Stockholm |                                                                                           |   |

Nästa match gick vid Brave CF 23 mot den dittills obesegrade ryssen Ikram Aliskerov (8-0) som Chimaev besegrade via KO i den första ronden. Avslutet utsågs till KO of the Night.
Den sjätte matchen gick Chimaev vid Brave 27. Allstars-fajtern hade en gedigen hörna med sig där både Alexander Gustafsson och Reza Madadi ingick. Motståndare var sydafrikanen Mzwandile Hlongwa som Chimaev dominerade på marken hela första ronden och besegrade via d'arce i andra ronden.
conandaily.com meddelade 12 oktober att Chimaev var en av de som anmält intresse till den kommande turneringen KHK World Championship. En turnering som skulle komma att anordnas av Brave CF i samarbete med moderbolaget KHK MMA, båda ägda av den bahrainske prinsen Khalid bin Hamad Al Khalifas. Tävlingen skulle utspela sig i öppen viktklass. Enligt uppgift hade flera hundra ansökningar inkommit, och en kommitté skulle välja vilka tio atleter som skulle få tävla om guldbältet och första priset om USD 100 000. Inget vidare rapporterades kring Chimaev angående turneringen, och när turneringen gick av stapeln 15 november var Chimaev inte en av de som deltog.

##### 2020
Alex "The Mauler" Gustafsson lät meddela via instagram 30 januari 2020 att Chimaev skrivit på för en match om superweltervikttiteln mot regerande mästaren Jarrah Hussein Al-Silawi vid Brave CF 37 18 april i Solna, Sverige. En match och en gala som blev uppskjuten på grund av den pågående coronaviruspandemin.

#### UFC

##### 2020
Den 8 juli 2020 gick MMAnytt.se ut med ett rykte att Khamzat Chimaev var klar för UFC och hoppar in på kort varsel mot walesaren John Philips 7 dagar innan eventet. Dagen efter ryktet gick Khamzat själv ut på Instagram och bekräftade att han har skrivit på för UFC. Matchen gick i mellanvikt (83,9 kilo) och avgjordes på UFC:s Fight Island (vars egentliga namn är Yas) i Abu Dhabi den 15 juli 2020. Chimaev dominerade matchen och vann på submission via d’arce i andra ronden. Enligt matchstatistiken fick Chimaev in 124 slag under matchens gång – jämfört med walesarens två.
Inför nästa match gick Khamzat Chimaev ner till weltervikt (77 kg) och mötte nordirländaren Rhys McKee i oktagonen. Khamzat tog ner McKee på mattan efter 20 sekunder och efter 3,09 avslutade han via TKO. Med den segern slog han UFC:s rekord för snabbaste vinster efter varandra med 10 dagar mellan sin debutmatch och denna. Enligt matchstatistiken fick Chimaev in 68 slag under matchens gång – jämfört med nordirländarens noll.
Chimaevs manager Majdi Shammas bekräftade via Sportbladet 5 september att Chimaev bokats för en ny match i mellanvikt (185 lb/83,9 kg) mot Gerald Meerschaert vid Fight Night 178 den 19 september 2020.
Dana White bekräftade att han gjort ett undantag i hur han bokar UFC:s matcher och bokat Chimaev för två matcher direkt. Först mot GM3 och sedan mot Demian Maia om han skulle vinna den första matchen. Chimaev avslutade matchen mot GM3 via KO efter sjutton sekunder i den första ronden.
| ”            | Jag skulle aldrig göra det här för någon annan. [ ... ] men efter det jag sett så är jag villig att göra med honom. (I would never do that for somebody else. [ ... ] but what I’ve seen from him, I’m willing to do that with him.) | „ |
| – Dana White | |   |

##### 2021
MMAJunkie lät meddela 23 oktober 2020 att Chimaevs nästa match hade offentliggjort. Dana White gästade sportprogrammet The Jim Rowe Show och meddelade att Chimaevs nästa match hade blivit klar så sent som dagen innan intervjun, det vill säga 22 oktober 2020. Han skulle vara ena halvan av huvudmatchen, main event, mot Leon Edwards. Enligt Sherdog skulle det ske vid Fight Night 186 i Las Vegas 19 december 2020. Matchen ströks då Edwards testade positivt för Covid-19, men kunde bokas om till en vid tidpunkten inte namngiven Fight Night 20 januari 2021. Den 29 december offentliggjordes att nu hade Chimaev testat positivt för covid och även detta datum fick strykas. Inget nytt datum meddelades i samband med att 20 januarimatchen ströks.
Den 13 januari meddelade MMAjunkie att ett tredje datum bokats för mötet mellan Edwards och Chimaev. De hade bokats att vara huvudmatch på Fight Night 13 mars 2021.
30 oktober återvände Chimaev till oktagonen då han tog sig an Li Jingliang på UFC 267 i Abu Dhabi, Förenade Arabemiraten. Chimaev dominerade och vann slutligen matchen via submission (rear-naked choke) i första ronden. Chimaev blev även tilldelad en Performance of the Night-bonus på 50,000 dollar för sin insats och blev rankad i UFC:s officiella welterviktsranking.

##### 2022
Den 9 april mötte Chimaev den topprankade brasilianaren Gilbert Burns på UFC 273. Chimaev vann matchen via enhälligt domslut efter tre ronder. Det var första gången som Chimaev gick alla tre ronder i sin professionella karriär. Matchen blev vida hyllad och både Chimaev och Burns blev tilldelade en Fight of the Night-bonus på 50,000 dollar för sin insats. Chimaev blev efter vinsten rankad trea i UFC:s welterviktsklass. Den 20 juli meddelade ESPN att Chimaev och Nate Diaz hade en muntlig överenskommelse om att mötas i huvudmatchen på UFC 279 den 10 september . När Khamzat Chimaev vägdes inför matchen den 10 september var hans vikt inte riktad till Diaz och kunde därför inte ställa upp i "Main Event" inför UFC-279. Som ett resultat av att han saknade vikt, togs Chimaev bort från "Main event" mot Diaz men mötte istället Kevin Holland vid en Prelim i en 80-kilos match. Holland var redan inställd på en mellanviktsmatch mot Daniel Rodriguez men mötte istället Khamzat Chimaev. Khamzat vann matchen via D'Arce Choke i första ronden efter 2 minuter och 15 sekunder.

#### 2025
I matchen UFC 319 den 16 augusti 2025, vann Chimaev mellanviktstiteln efter att ha besegrat Dricus du Plessis. Han besegrade du Plessis via enhälligt domslut.

### Mästerskap och utmärkelser

#### KO of the Night
1. Mot  Ikram Aliskerov vid Brave CF 23 - Pride & Honor, 19 april 2019 i weltervikt

#### Performance of the Night
1. Mot  John Phillips vid UFC on ESPN: Kattar vs. Ige, 15 juli 2020 i mellanvikt

2. Mot  Rhys McKee vid UFC on ESPN: Whittaker vs. Till, 25 juli 2020 i weltervikt

3. Mot  Gerald Meerschaert vid UFC Fight Night: Covington vs. Woodley, 19 september 2020 i mellanvikt

#### UFC-rekord
1. Kortast tid mellan två vinster: 11 dagar (15 juli 2020 till 25 juli 2020)

## Tjetjensk propaganda
Chimaev har flera gånger fått kritik för sitt samröre med den tjetjenska diktatorn Ramzan Kadyrov. Chimaev är bland annat personlig tränare till diktatorns barn och har publicerat hyllningsinlägg om honom i sociala medier. Chimaev svarade i en intervju om kritiken att: "[Kadyrov] är president i mitt land och jag respekterar honom. När han kallar mig till att äta middag, så äter jag middag med honom."
Enligt Sveriges Radios Rysslandskorrespondent Maria Persson Löfgren kan det vara svårt för exiltjetjener att öppet ta avstånd från diktaturen om man fortfarande har familj kvar i landet, som annars riskerar repressalier. Ledaren för den tjetjenska människorättsföreningen Vayfond, Mansur Sadulaev, har samtidigt kritiserat Chimeav för att han återvänder till landet han tidigare flytt från för att aktivt delta i regimens propagandaarbete.

## Tävlingsfacit

### MMA
| Resultat | Facit | Motståndare              | Metod                           | Evenemang                                 | Datum             | Rond | Tid  | Plats                            | Notering                              |
| -------- | ----- | ------------------------ | ------------------------------- | ----------------------------------------- | ----------------- | ---- | ---- | -------------------------------- | ------------------------------------- |
| Vinst    | 1-0   | Gard Olve Sagen (NOR)    | TKO (slag)                      | IRFA 14                                   | 26 maj 2018       | 2    | n/a  | Uppsala, Sverige                 | Catchvikt 176 lb / 80 kg              |
| Vinst    | 2-0   | Ole Magnor (NOR)         | Teknisk submission (rear-naked) | Fight Club Rush 3                         | 18 augusti 2018   | 1    | 4:23 | Västerås, Sverige                | Mellanviktsdebut                      |
| Vinst    | 3-0   | Marko Kisič (AUT)        | TKO (slag)                      | Brave CF 18 - Mineiro vs. Selwady         | 16 november 2018  | 1    | 3:12 | Manama, Bahrain                  | Weltervikt                            |
| Vinst    | 4-0   | Sidney Wheeler (USA)     | TKO (klappar ut av slag)        | Brave CF 20 - Chimaev vs. Sidney          | 22 december 2018  | 1    | 0:35 | Hyderabad, Indien                | Mellanvikt                            |
| Vinst    | 5-0   | Ikram Aliskerov (RUS)    | KO (slag)                       | Brave CF 23 - Pride & Honor               | 19 april 2019     | 1    | 2:26 | Amman, Jordanien                 | Weltervikt. KO of the Night           |
| Vinst    | 6-0   | Mzwandile Hlongwa (RSA)  | Teknisk submission (brabo)      | Brave CF 27 - Abdoul vs. Jarrah 2         | 4 oktober 2019    | 2    | 1:15 | Abu Dhabi, Förenade Arabemiraten |                                       |
| Vinst    | 7-0   | John Phillips (UK)       | Submission (brabo)              | UFC on ESPN: Kattar vs Ige                | 15 juli 2020      | 2    | 1:12 | Abu Dhabi, Förenade Arabemiraten | Mellanvikt. Performance of the Night. |
| Vinst    | 8-0   | Rhys McKee (NIR)         | TKO (slag)                      | UFC on ESPN: Whittaker vs. Till           | 25 juli 2020      | 1    | 3:09 | Abu Dhabi, Förenade Arabemiraten | Weltervikt. Performance of the Night. |
| Vinst    | 9-0   | Gerald Meerschaert (USA) | KO (slag)                       | UFC Fight Night: Covington vs. Woodley    | 19 september 2020 | 1    | 0:17 | Las Vegas, NV, USA               | Mellanvikt. Performance of the Night. |
| Vinst    | 10-0  | Li Jingliang (CHN)       | Teknisk submission (rear naked) | UFC 267: Blachowicz vs Texeira            | 30 oktober 2021   | 1    | 3:16 | Abu Dhabi, Förenade Arabemiraten | Weltervikt. Performance of the Night. |
| Vinst    | 11-0  | Gilbert Burns (BRA)      | domslut (enhälligt)             | UFC 273: Volkanovski vs The Korean Zombie | 9 april 2022      | 3    | 5:00 | Jacksonville, USA                | Weltervikt                            |
| Vinst    | 12-0  | Kevin Holland (USA)      | Submission (D'Arce choke)       | UFC 279: Diaz Vs Ferguson                 | 11 september 2022 | 1    | 2:13 | Las Vegas, USA                   | Catchvikt 179,5 lb                    |
| Vinst    | 13-0  | Kamaru Usman (NGA)       | Domslut (majoritet)             | UFC 294: Makhachev vs Volkanovski 2       | 21 oktober 2023   | 3    | 5:00 | Abu Dhabi, Förenade Arabemiraten | Mellanvikt                            |
| Vinst    | 14-0  | Robert Whittaker (USA)   | Submission (face crank)         | UFC 308                                   | 26 oktober 2024   | 1    | 3:34 | Abu Dhabi, Förenade Arabemiraten | Mellanvikt                            |

### Amatör-MMA
| Resultat | Facit | Motståndare          | Metod                 | Evenemang         | Datum             | Rond | Tid  | Plats                | Notering |
| -------- | ----- | -------------------- | --------------------- | ----------------- | ----------------- | ---- | ---- | -------------------- | -------- |
| Vinst    | 1-0   | Khaled Laallam (SWE) | Submission (d'arce)   | Fight Club Rush 1 | 10 september 2017 | 2    | 2:06 | Västerås, Sverige    |          |
| Vinst    | 2-0   | Danijel Grbic (SWE)  | Submission (giljotin) | Kaisho Battle 14  | 18 november 2017  | 2    | 2:20 | Helsingborg, Sverige |          |
| Vinst    | 3-0   | Adnan Music (BIH)    | TKO                   | Nordic Warrior 3  | 14 april 2018     | 1    | 0:57 | Nyköping, Sverige    |          |

### Sociala medier
- Khamzat Chimaev – Instagram